# Königliches Musik-Institut Berlin

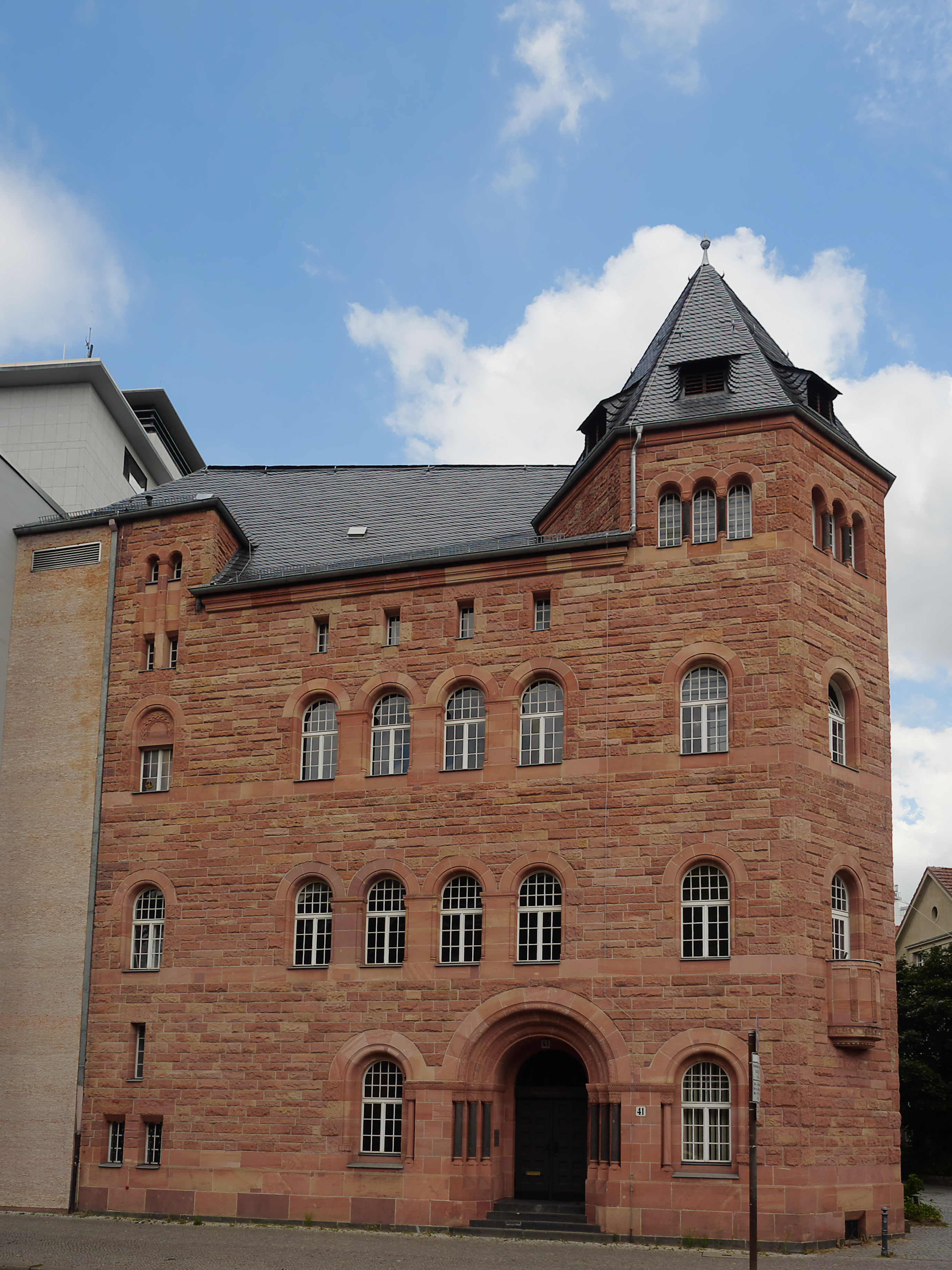
Institut für Kirchenmusik der Universität der Künste Berlin in der Hardenbergstraße 41

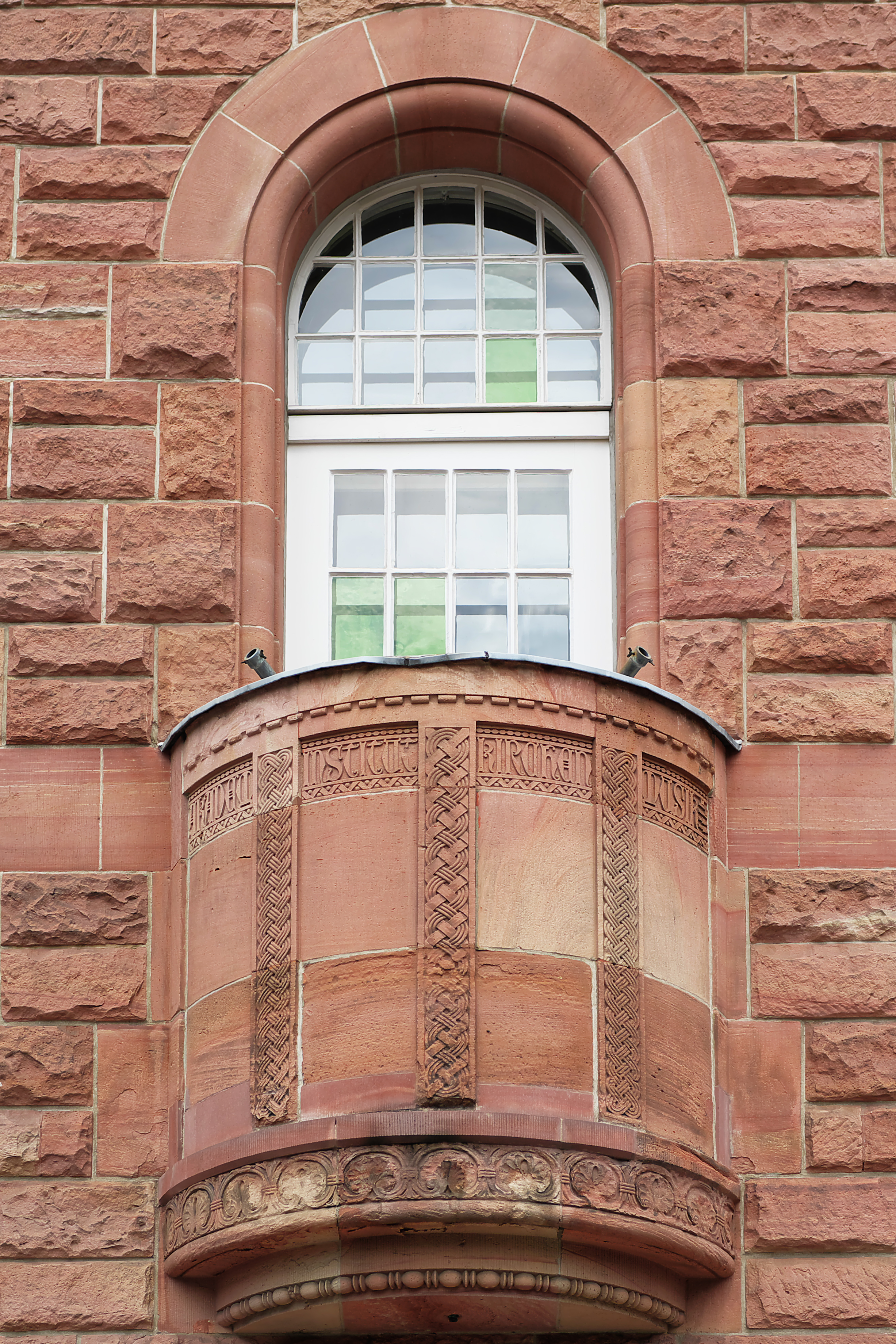
Eckbalkon des Instituts für Kirchenmusik mit der Aufschrift „Akademie – Institut – Kirchen – Musik“

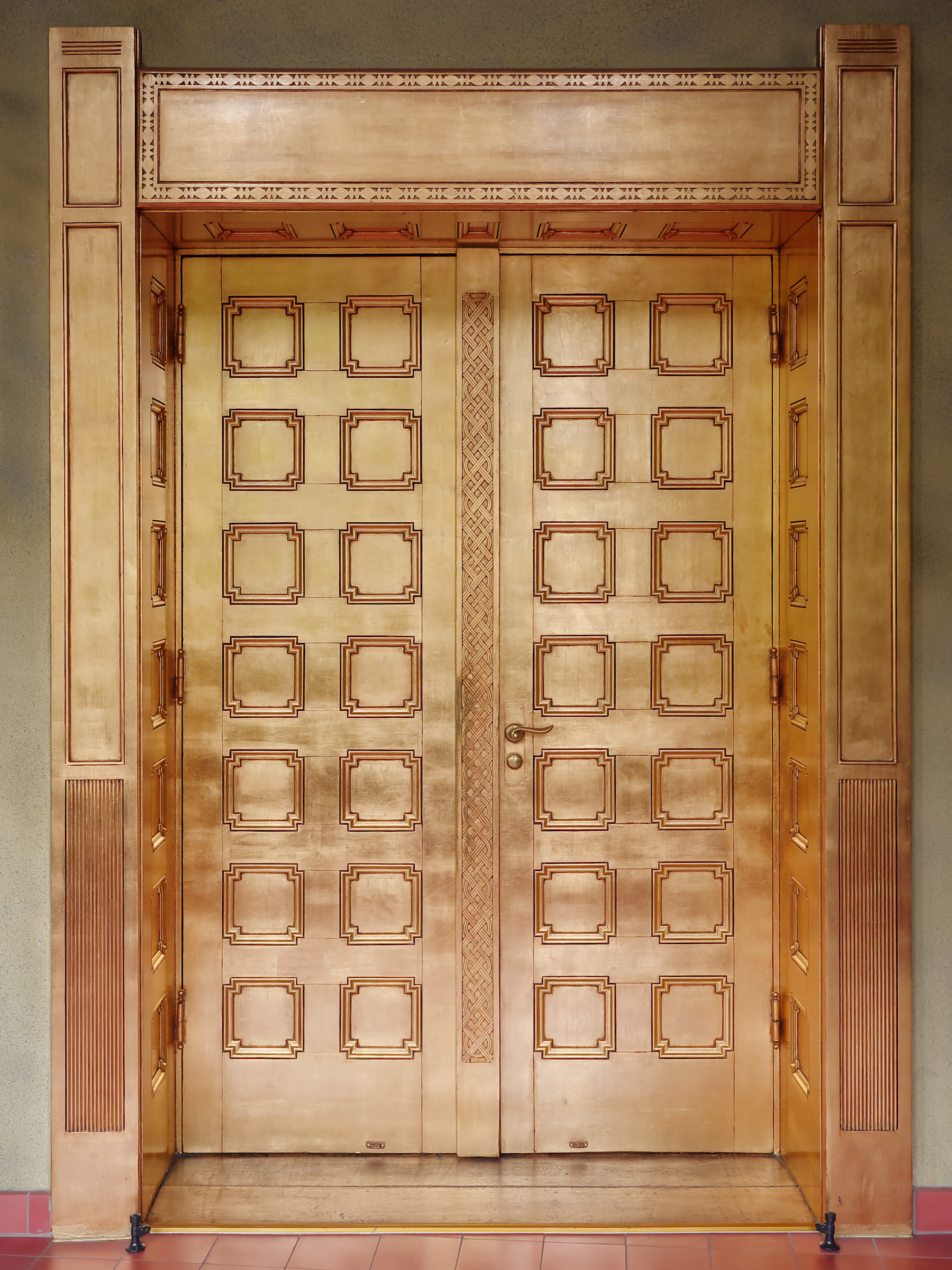
Eingangstür zur Aula

Das Königliche Musik-Institut zu Berlin war eine Ausbildungsstätte für Musiker und eine Vorgängerinstitution des heutigen Instituts für Kirchenmusik der Universität der Künste.

## Geschichte
Das Institut wurde 1822 von Carl Friedrich Zelter gegründet und diente der Ausbildung von Organisten, Kantoren und Lehrern an Seminaren und Gymnasien. Die Ausbildung dauerte in den Anfangsjahren in der Regel nur ein Jahr, konnte aber ggf. auf zwei Jahre verlängert werden. Die ersten Lehrkräfte der Einrichtung, die im Volksmund Orgel-Institut hieß, waren August Wilhelm Bach (Orgel) und Bernhard Klein (Gesang und Instrumentation). 1825 folgte Carl Gottlieb Reißiger, bald darauf auch Eduard Grell.
Sitz des Instituts war zunächst die Wohnung Zelters im Gebäude der Singakademie am Festungsgraben. 1832 erfolgte der Umzug in die Papenstraße 10 in die Amtswohnung von August Wilhelm Bach, die sich in unmittelbarer Nähe der Marienkirche befand, an der Bach als Musikdirektor und Organist tätig war. 1854 firmierte es als Königliches Kirchen-Musik-Institut und verfügte erstmals über eigene Räumlichkeiten in der Spandauer Straße 72. Später wurde das Institut in Institut für Kirchenmusik umbenannt. Das Institut fand nach mehreren weiteren Umzügen 1903 ein endgültiges Domizil am heutigen Ernst-Reuter-Platz (seinerzeit: Knie) in der Hardenbergstraße 41 in Berlin-Charlottenburg; gegenüber der Einmündung der Schillerstraße.
Um 1922 erfolgte eine erneute Umbenennung in Staatliche Akademie für Kirchen- und Schulmusik. Zu den Lehrkräften zählte zwischen 1926 und 1937 Justus Hermann Wetzel.
Das Gebäude existiert heute noch im Bereich der Technischen Universität Berlin und gehört zur Universität der Künste Berlin. Am 6. Mai 2014 wurde eine anderthalbjährige Sanierung der Innenräume abgeschlossen; sie waren nach dem Zweiten Weltkrieg nur vereinfacht nutzbar gemacht worden.

## Aula und Orgeln
Der Saal mit der Orgel befindet sich im zweiten Obergeschoss im hinteren Teil des Gebäudes und ist vom Treppenhaus über eine aufwendig gestaltete Doppeltür zugänglich.
An den Wänden befinden sich die drei Büsten der ehemaligen Direktoren Hermann Kretzschmar und Carl Thiel sowie dem Chorleiter des Staats- und Domchors Berlin Hugo Rüdel.

Bronzebüsten in der Aula
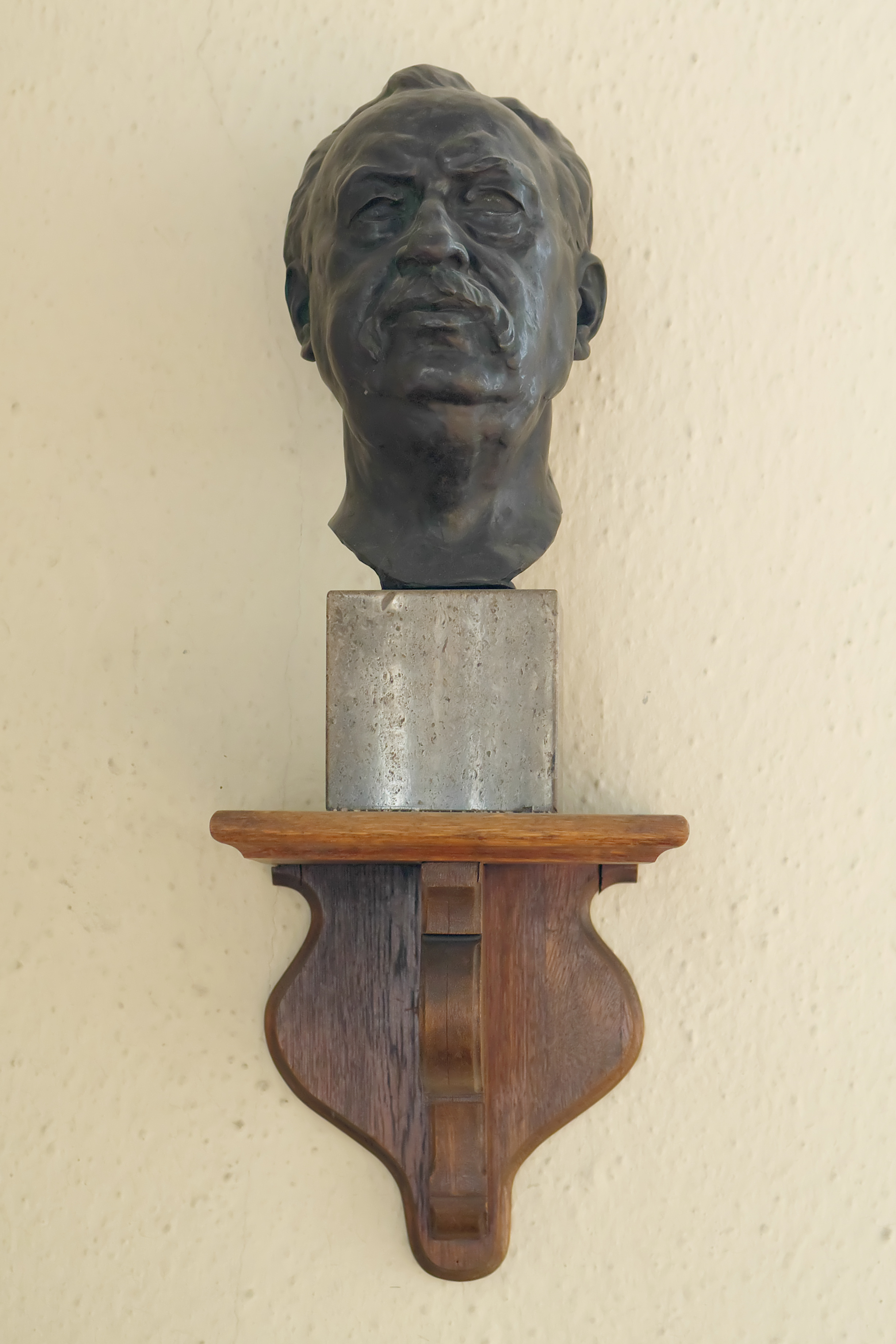
Hermann Kretzschmar
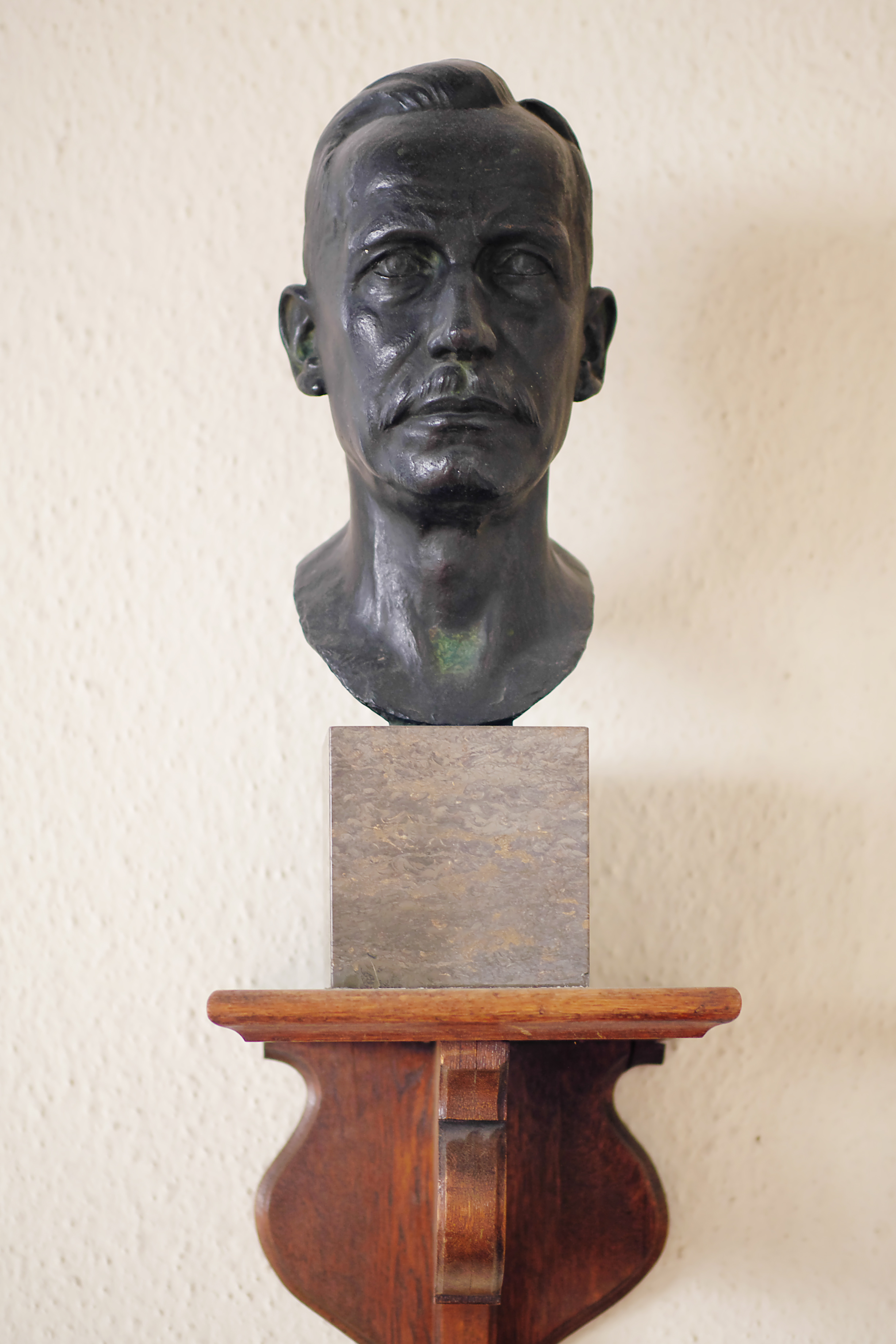
Carl Thiel
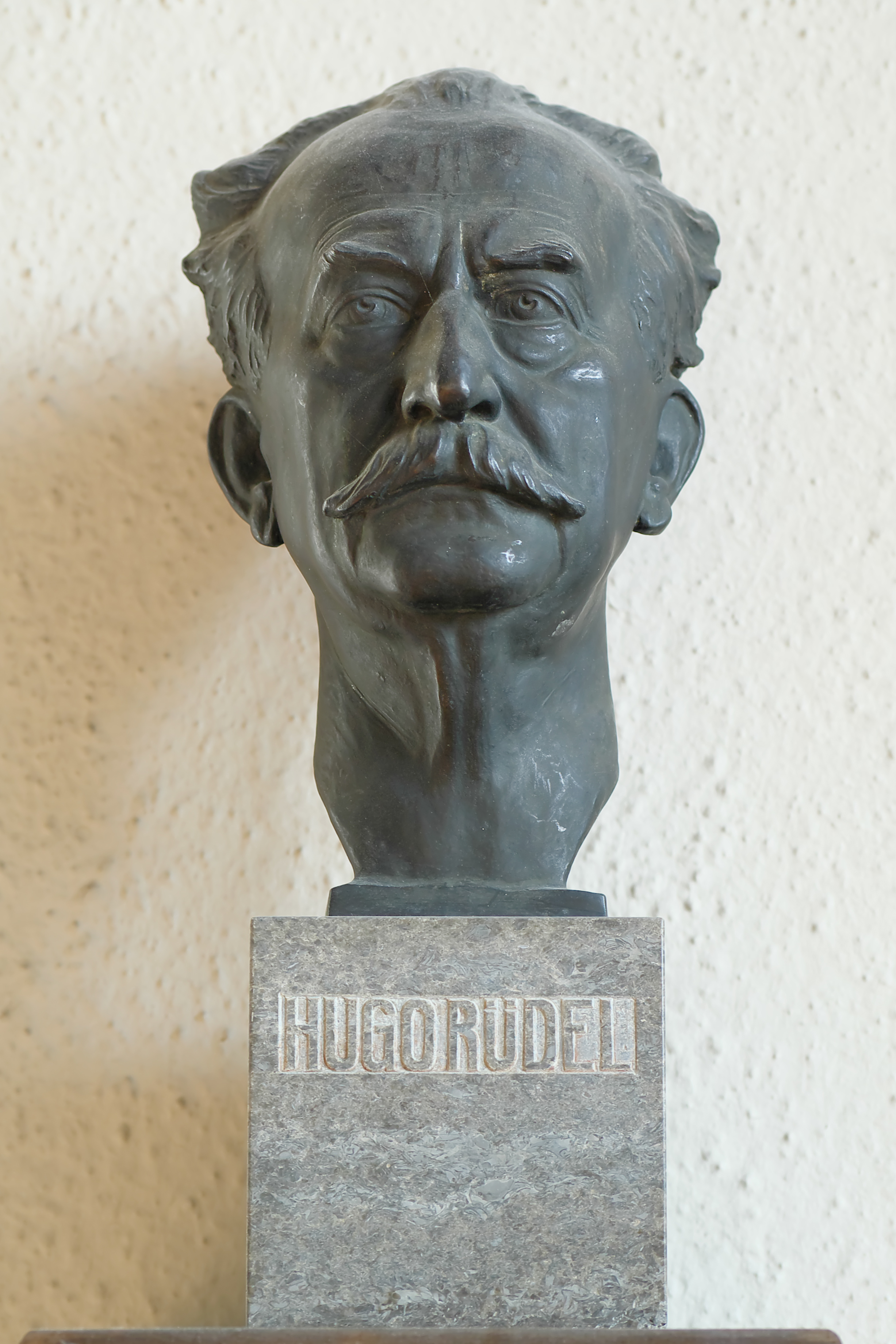
Hugo Rüdel

Die große Orgel in der Aula stammt vom Orgelbauer Karl Schuke und verfügt über Hauptwerk, Schwellwerk, Positiv und Pedalwerk mit mechanischer Traktur und mit insgesamt 48 Registern mit elektrischer Traktur.
Sie wurde 1960 erbaut und 1993 sowie 2018 von Karl Schuke überholt.
Disposition der großen Schuke-Orgel in der Aula:
| I Hauptwerk C–a'" |           |      |
| 1.                | Bourdon   | 16′  |
| 2.                | Principal | 08′  |
| 3.                | Flöte     | 08′  |
| 4.                | Gambe     | 08′  |
| 5.                | Oktave    | 04′  |
| 6.                | Nachthorn | 04′  |
| 7.                | Octave    | 02′  |
| 8.                | Cornett   | 05f. |
| 9.                | Mixtur    | 04f. |
| 10.               | Trompete  | 08′  |
| 11.               | Trompete  | 04′  |

| II Positiv C–a'" |            |       |
| 12.              | Gedackt    | 8′    |
| 13.              | Quintade   | 8′    |
| 14.              | Prinzipal  | 4′    |
| 15.              | Flaût duès | 4′    |
| 16.              | Quinte     | 2 ⁄3′ |
| 17.              | Flöte      | 2′    |
| 18.              | Terz       | 1 2⁄5 |
| 19.              | Larigot    | 1 ⁄3′ |
| 20.              | Scharff    | 4f.   |
| 21.              | Basson     | 8′    |
| 22.              | Dulcian    | 8′    |
| +                | Tremulant  |       |

| III Schwellwerk C–a'" |               |         |
| 23.                   | Gambe         | 16′     |
| 24.                   | Diapason      | 08′     |
| 25.                   | Cor de nuit   | 08′     |
| 26.                   | Gambe         | 08′     |
| 27.                   | Schwebung     | 08′     |
| 28.                   | Fugara        | 04′     |
| 29.                   | Flûte octav   | 04′     |
| 30.                   | Quinte        | 02 ⁄3′  |
| 31.                   | Flautino      | 01 ⁄3′  |
| 32.                   | Tierce        | 01 3⁄5′ |
| 33.                   | Fourniture    | 05f.    |
| 34.                   | Tromp. harm.  | 08′     |
| 35.                   | Basson Hautb. | 08′     |
| 36.                   | Voix humaine  | 08′     |

| Pedal C–g' |               |         |
| 37.        | Principal     | 16′     |
| 38.        | Subbass       | 16′     |
| 39.        | Quinte        | 10 2⁄3′ |
| 40.        | Octave        | 08′     |
| 41.        | Gedackt       | 08′     |
| 42.        | Cello         | 08′     |
| 43.        | Choralbass    | 04′     |
| 44.        | Weitprincipal | 02′     |
| 45.        | Hintersatz    | 03f.    |
| 46.        | Posaune       | 16′     |
| 47.        | Trompete      | 08′     |
| 48.        | Schalmey      | 04′     |

Koppeln: II–I, III–I, III–II, I–P, II–P, III–P
Besonderheiten: Zweiter Spieltisch mit einem Manual (C-a'") zum Hauptwerk und Pedal (F–c'), ohne Koppelwirkung
In der Aula befindet sich zudem eine neapolitanische Barockorgel aus der Zeit um 1740, die zuletzt 2004–2005 restauriert wurde.
Die Orgel verfügt über eine vollmechanische Schleiflade. Die bauzeitliche Windanlage ist noch vorhanden und wird über ein ergänztes freistehendes Gebläse betrieben.
Sie verfügt über ein Manual. Die Disposition lautet:
| Ripieno |                               |
| 1.      | Principale (CDEFGA–H gedackt) |
| 2.      | Ottava                        |
| 3.      | Decimaquinta                  |
| 4.      | Decimanona                    |
| 5.      | Vigesimaseconda               |
| 6.      | Vigesimasesta                 |
| 7.      | Vigesimanona                  |
|         | (Ripieno-Zug)                 |

| Concerto |               |      |
| 8.       | Voce umana    | ab c |
| 9.       | Flauto in XII | ab c |

Im Erdgeschoss befindet sich ein weiterer Orgelsaal mit einer Orgel der Gebrüder Dinse aus dem Jahre 1894.
Es handelt sich um eine zweimanualige Kirchenorgel mit Pedal die in das Institut für Kirchenmusik transferiert wurde.
Disposition der Dinse-Orgel im Orgelsaal:
| I Hauptwerk C–f'" |                |        |
| 1.                | Bourdon        | 16′    |
| 2.                | Principal      | 08′    |
| 3.                | Flûte harm.    | 08′    |
| 4.                | Viola di gamba | 08′    |
| 5.                | Oktave         | 04′    |
| 6.                | Gemshorn       | 04′    |
| 7.                | Rauschquinte   | 02 ⁄3′ |

| II Hinterwerk C–f'" |                 |    |
| 8.                  | Geigenprinzipal | 8′ |
| 9.                  | Gedackt         | 8′ |
| 10.                 | Salicional      | 8′ |
| 11.                 | Rohrflöte       | 4′ |
| +                   | Tremulant       |    |

| Pedal C–f' |             |     |
| 12.        | Violon      | 16′ |
| 13.        | Subbass     | 16′ |
| 14.        | Violoncello | 08′ |
| 15.        | Baßflöte    | 08′ |

Trittkoppeln: II–I, I–P, II–P
Im selben Saal befindet sich zudem seit 2003 eine Kopie eines böhmischen Orgelpositivs aus Prag von 1704. Erbaut wurde diese Kleinorgel vom Orgelbauer Hans van Rossum.
Sie ist auf 415 Hz gestimmt, nach Valott-Stimmung temperiert und besitzt eine Transpositionvorrichtung um einen Halbton.
Die Disposition der einmanualigen Orgel mit angehängtem Pedal lautet wie folgt:
| Manual (C–d''') Pedal (C–d'), angehängt |           |       |
| 1.                                      | Hohlflöte | 8′    |
| 2.                                      | Flöte     | 4′    |
| 3.                                      | Principal | 2′    |
| 4.                                      | Quinte    | 1 ⁄3′ |
| 5.                                      | Octave    | 1′    |

Mit den bereits erwähnten Umbaumaßnahmen der 2000er und 2010er Jahre wurde es durch einen Deckendurchbruch möglich eine zusätzliche Orgel des Orgelbauers Rowan West in das Königliche Musik-Institut einzubauen.
Diese 2006–2007 erbaute Orgel orientiert sich am Klangideal norddeutscher Barockorgeln und verfügt über zwei Manuale und ein Pedal.
Das Instrument ist auf 438 Hz bei 15 °C in einer leicht ungleichstufigen Temperierung nach Barnes gestimmt.
Die Disposition lautet wie folgt:
| I Hauptwerk C–f'" |           |      |
| 1.                | Bordun    | 16′  |
| 2.                | Praestant | 08′  |
| 3.                | Hohlfloit | 08′  |
| 4.                | Octav     | 04′  |
| 5.                | Rohrfloit | 04′  |
| 6.                | Nasat     | 03′  |
| 7.                | Gemshorn  | 02′  |
| 8.                | Mixtur    | 03f. |
| 9.                | Dulcian   | 08′  |
| +                 | Tremulant |      |

| II OberwerkC–f'" |              |       |
| 10.              | Gedect       | 8′    |
| 11.              | Qvintadena   | 8′    |
| 12.              | Principal    | 4′    |
| 13.              | Spitzfloit   | 4′    |
| 14.              | Octav        | 2′    |
| 15.              | Siffloit     | 1 ⁄3′ |
| 16.              | Sesqvialtera | 2f.   |
| +                | Tremulant    |       |

| Pedal C–f' |         |     |
| 17.        | Subbass | 16′ |
| 18.        | Octav   | 08′ |
| 19.        | Octav   | 04′ |
| 20.        | Fagott  | 16′ |
| 21.        | Trommet | 08′ |

Koppeln: II-I, I-P, II-P

## Direktoren
- 1822–1832: Carl Friedrich Zelter
- 1832–1869: August Wilhelm Bach
- 1869–1891: August Haupt
- 1892–1907: Robert Radecke
- 1907–1922: Hermann Kretzschmar
- 1922–1927: Carl Thiel
- 1927–1933: Hans Joachim Moser
- 1933–1934: Fritz Stein
- 1934–1945: Eugen Bieder

## Bekannte Lehrer
Wichtige Lehrer am Institut waren:
- ab 1820:   Bernhard Klein
- ab 1838:   Rudolph Killitschgy
- ab 1851:   Albert Löschhorn
- 1888–1891: Wilhelm Middelschulte
- 1913–1915: Max Schneider
- ab 1921:   Richard Müller-Freienfels
- 1922–1933: Erich Drach
- 1923–1933: Fritz Jöde
- 1925–1943: Alfred Sittard
- 1926–1933: Curt Sachs
- 1926–1937: Justus Hermann Wetzel
- ab 1928:   Walter Gerwig
- 1930–1945: Franziska Martienssen-Lohmann

## Bekannte Schüler
Namhafte Schüler des Instituts waren Günther Arndt, Franz Commer, Otto Dunkelberg, Hermann Grote,  Hugo Hartung, Rudolph von Hertzberg, Gustav Heuser, Albert Löschhorn, Arnold Mendelssohn, Wilhelm Middelschulte, Hermann Pabel, Ferdinand Saffe, Hans Vogt und Ernst David Wagner.

## Bibliothek
Weithin bekannt war die umfangreiche Institutsbibliothek, die auf die wertvolle Privatbibliothek von Johann Nikolaus Forkel zurückgeht und 1845 von der Königlichen Bibliothek übernommen wurde.

## Studentenverbindungen

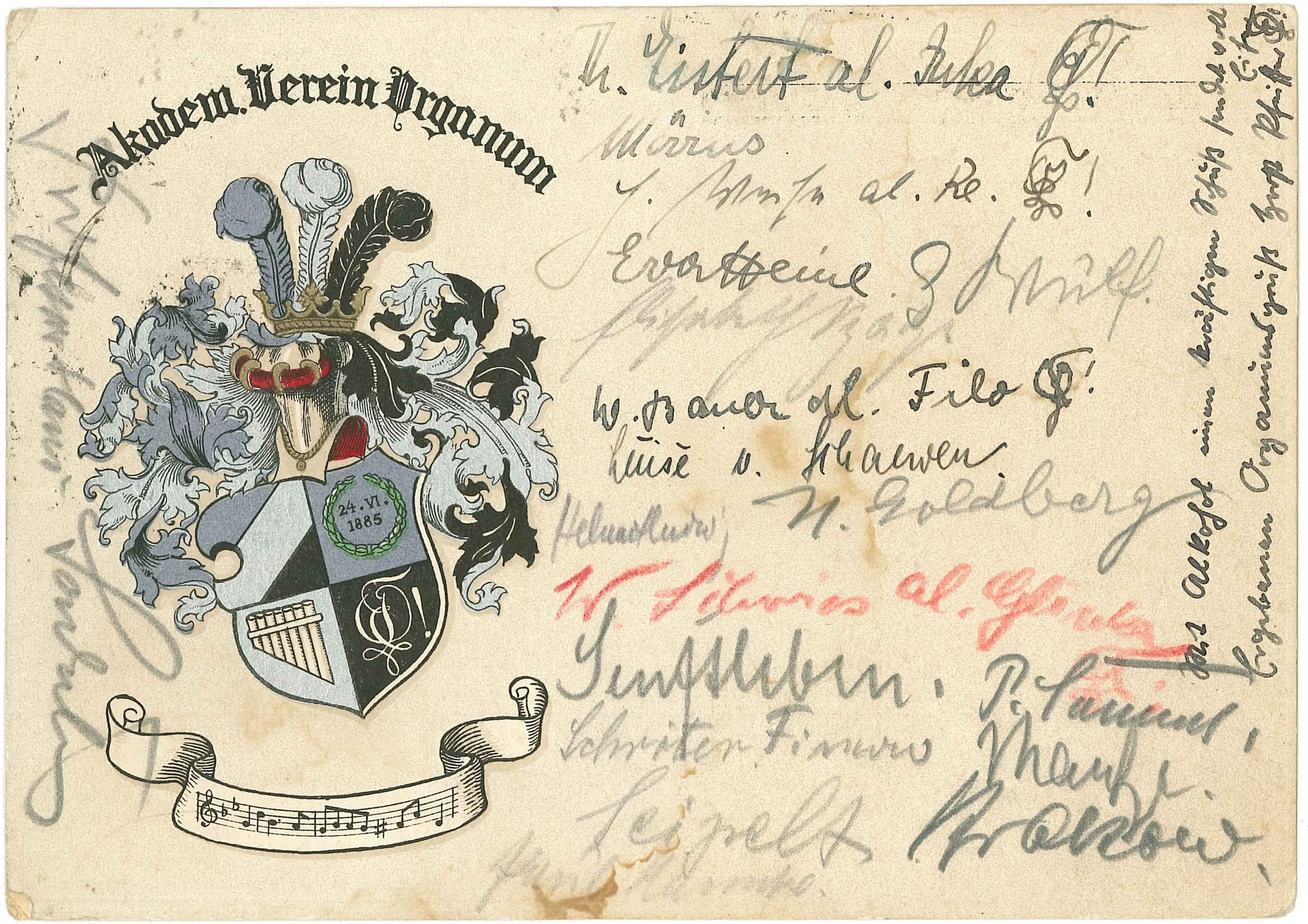
Couleurkarte

- Akademischer Verein Organum Berlin (1885) – Wahlspruch: Treue um Treue! Prinzipien: Kunst, Persönlichkeit, Freundschaft. – Duellablehnung, Mensurverbot; verbriefte Satisfaktion. – 1937 Bildung und Unterstützung der Kameradschaft Organum durch den AHV, 1942 Annahme des Namens „Johann Sebastian Bach“, 1944/1945 Zerfall der Kameradschaft. Der AV Organum hat nach 1945 nicht rekonstituiert und bleibt aufgelöst.
- Akademischer Verein „Teutonia“ (1893) → farbentragende Akademische Verbindung → 1929 als Wehrschaft zum Bamberger Chargierten-Convent.